# Städtische Galerie Speyer
Die Städtische Galerie Speyer wurde 2001 von der Stadt Speyer gegründet und widmet sich der Ausstellung zeitgenössischer Kunst sowie der Ausrichtung von Ausstellungen verstorbener Künstler.

## Geschichte
Die Städtische Galerie wurde im Juli 2001 im Galeriegebäude des Kulturhofs Flachsgasse eröffnet. Sie liegt zentral hinter dem historischen Rathaus, nahe dem UNESCO-Welterbe Kaiserdom zu Speyer und in unmittelbarer Nähe des Judenhofs mit einer Mikwe aus dem 11. Jahrhundert.
Die Städtische Galerie hat eine auf drei Räume aufgeteilte Ausstellungsfläche von insgesamt 300 m². Alle zwei Jahre wird die Ausstellung der Bewerber um die Hans-Purrmann-Preise für Bildende Kunst der Stadt Speyer ausgerichtet. Insgesamt finden pro Jahr sechs Ausstellungen statt. Der im selben Gebäude ansässige Kunstverein Speyer (1968 gegründet) bietet die Möglichkeit der Kooperation, bei denen alle Räume des Hauses genutzt werden.
Bis 2012 fanden in der Städtischen Galerie nahezu einhundert Ausstellungen statt, in denen Gemälde von Marc Chagall, Henri Matisse und Antonio Saura sowie pfälzischen Malern wie Hans Purrmann, Anselm Feuerbach oder Max Slevogt gezeigt wurden. Nach dem Fall der Berliner Mauer organisierte Clemens Jöckle die erste West-Ausstellung der jungen Leipziger Schule.

## Künstlerische Leitung
- 2001–2012 Clemens Jöckle
- 2012–2014 Bruno Cloer (Kulturbüro Speyer, kommissarisch)
- seit 2015 Franz Dudenhöffer (von 2000 bis 2016 Leiter des Kunstvereins Speyer)[1]

## Ausstellungen (Auswahl)
- 2001: Rückblick in die Zukunft: Kunst aus Speyerer Privatbesitz 1950-2000. In Kooperation mit dem Kunstverein Speyer
- 2001: Mathilde Vollmoeller-Purrmann: Eine vergessene Malerin
- 2001: Ein Fest für die Augen: Aus städtischem Kunstbesitz I
- 2002: Meister der Radierkunst
- 2002: Manuel Thomas Retrospektive
- 2003: Manfred Gräf, Berlin: Zum 75. Geburtstag
- 2003: Rolf Müller-Landau: Zum 100. Geburtstag
- 2004: Johannes Grützke, BieneFeld[2], Thomas Kleemann
- 2004: Ludwig Meidner: Weltentaumel
- 2005: Sammlung Brabant
- 2005: Hans-Hendrik Grimmling: Argonauten
- 2006: Antonio Saura
- 2006: Alo Altripp
- 2007: 40 Jahre Gruppe argo, Speyer
- 2007: Volker Stelzmann: Versuchsanordnungen II
- 2008: Albert Weisgerber
- 2009: Close the gap: Fotografie aus Leipzig
- 2010: Frankfurter Künstlergesellschaft
- 2010: John Heartfield, Klaus Staeck, Horst Haitzinger: Zwischenrufe
- 2011: Die Pfalz malt für den Dom
- 2012: Vierunddreißig zu Kleist
- 2012: Bewerberausstellung um die Hans-Purrmann-Preise
- 2013: Thomas Buscher: Bayerischer Realismus zwischen Neogotik und Neobarock
- 2013: Beuysland ist abgebrannt. Galerie Peter Tedden zu Gast in Speyer. In Kooperation mit dem Kunstverein Speyer. U. a. mit Andrea Bender, Axel Brandt, Cordula Güdemann, Sybille Kroos, Kirsten Krüger, Thomas Putze, Jan Schüler, Cornelius Völker
- 2014: Nisrek Varhanja: Kreuzungen
- 2014: Josef Doerr (1914–1999): Aus Schatten und Bildern zur Wahrheit
- 2015: Johannes, Matthias und Clemens M. Strugalla: So eng, so weit. 3 Brüder – 3 Positionen
- 2015: Wilhelm Loth: Das plastische Werk und Zeichnungen
- 2015: 70 Jahre Pfälzische Sezession. In Kooperation mit dem Kunstverein Speyer
- 2016: XYLON und Gäste: Druckreif. Zeitgenössischer Holzschnitt
- 2016: Gloria Brand: Collagen
- 2016: Anja Harms, Eberhard Müller-Fries: Künstlerbücher und Buchskulpturen
- 2016: Bernhard Jäger: Gemälde, Zeichnungen, Holzschnitte, Buchkunst
- 2017: Jan Schüler: Horizont. Porträts und Landschaften
- 2019: Reinhard Ader: Tage Nächte Schattensprung, Retrospektive
- 2021: Margarete Stern: Margarete Stern. Malerin. fecit
- 2022: Harald Häuser: Love Letters, Werke aus 5 Jahrzehnten
- 2022: Klaus Fresenius – Werkschau zum 70. Geburtstag

## Herausgeberschaft (Auswahl)
- Vierunddreißig zu Kleist. Kleist-Museum, Städtische Galerie Speyer, Edition Timpani, Berlin 2011, ISBN 978-3-937155-11-1.
- Stationen 1, 2, 3. Klaus Fresenius, Städtische Galerie, Speyer 2012, ISBN 978-3-929242-49-2.
- 70 Jahre Pfälzische Sezession. Katalog zur Ausstellung vom 20. September bis 1. November 2015 in Verbindung mit einer Sonderschau zu Ehren des Bildhauers Eberhard Linke. Städtische Galerie, Kunstverein und Pfälzische Sezession, Speyer 2015
- Beuysland ist abgebrannt. Galerie Peter Tedden zu Gast in Speyer. Städtische Galerie, Kunstverein, Speyer 2013, ISBN 978-3-940985-38-5.
- Tage Nächte Schattensprung - Reinhard Ader - Eine Retrospektive. Katalog zur Ausstellung 2019, ISBN 978-3-00-063801-5